# Nepherites II
Nepherites II hay Nefaarud II lên ngôi pharaon của Ai Cập vào năm 380 TCN, sau khi vua cha Hakor mất. Ông là vị quân vương cuối cùng của Vương triều thứ 29. Ông đã bị lật đổ và có thể đã bị Nectanebo II sát hại sau khi trị vì Ai Cập được 4 tháng.
Tên của ông không xuất hiện trên bất cứ công trình nào và chỉ được chứng thực trong tác phẩm Epithome của Manetho và trong Biên niên sử thông dụng.